# Carl Pedersen (remer)

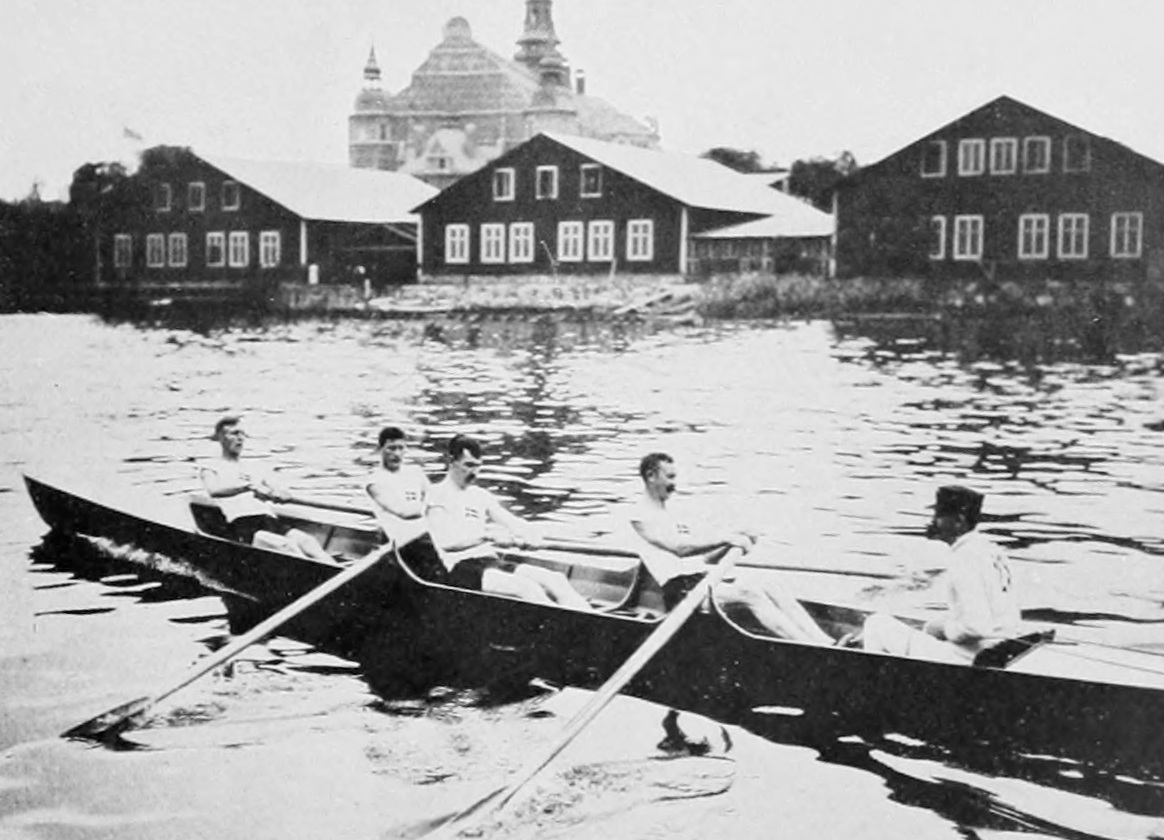
Fotografia de l'equip danès del qual formà part als Jocs Olímpics d'estiu de 1912.

Carl Frederik Pedersen (Øster Ulslev, Guldborgsund, Sjælland, 30 de setembre de 1884 – Nykøbing Falster, Guldborgsund, 3 de setembre de 1968) va ser un remer danès que va competir a començaments del segle xx.
El 1912 va prendre part en els Jocs Olímpics d'Estocolm, on guanyà la medalla d'or en la competició del quatre amb timoner, inriggers del programa de rem, formant equip amb Ejler Allert, Jørgen Hansen, Carl Møller i Poul Hartmann.